# Jauhen Abramenka
Jauhen Sjarhejewitsch Abramenka (belarussisch Яўген Сяргеевіч Абраменка; russisch Евгений Сергеевич Абраменко/Jewgeni Sergejewitsch Abramenko; * 26. Februar 1987 in Wizebsk, Weißrussische SSR, Sowjetunion) ist ein ehemaliger belarussischer Biathlet.

## Karriere

### Medaillen im Juniorenbereich (2004–2008)
Jauhen Abramenka betreibt seit 1998 Biathlon und gehörte ab 2005 zum erweiterten Nationalkader von Belarus. Seine ersten internationalen Rennen bestritt er seit 2004 im Rahmen des Junioren-Europacups. 2005 lief der junge Belarusse die Biathlon-Weltmeisterschaften der Junioren in Kontiolahti und verpasste dort als Vierter im Sprint knapp eine Medaille. Im Jahr darauf gewann er in Presque Isle die Staffel-Bronzemedaille. Bei der Junioren-EM kurz darauf in Langdorf lief Abramenka erneut in allen Rennen unter die besten Zehn. 
Die erfolgreichsten Juniorenweltmeisterschaften wurden die des Jahres 2007, wo er in Martell im Einzel Gold vor Anton Schipulin und Klemen Bauer gewann. Bestes Ergebnis bei der Junioren-EM in Bansko wurde Platz vier mit der Staffel. Abramenkas letztes Jahr bei den Junioren endete mit der Junioren-WM 2008 in Ruhpolding und der Junioren-EM in Nové Město na Moravě. Im Junioren-Europacup gewann er als größten Erfolg 2008 in Osrblie ein Rennen mit der Staffel.

### Mittelfeld im Weltcup und zwei Olympische Spiele (2008–2014)
Seit der Saison 2008/09 tritt Abramenka im Biathlon-Weltcup an. Seine ersten Rennen bestritt er zum Auftakt der Saison in Östersund. Ein erstes gutes Ergebnis erreichte der Belarusse nur wenig später in Hochfilzen, als er mit der Staffel seines Landes Achter wurde. In Pyeongchang nahm der Belarusse an den Biathlon-Weltmeisterschaften 2009 teil und kam im Sprint und der Staffel zum Einsatz. Im ersten Rennen nach der WM, einem Einzel in Vancouver, gewann er als 40. mit seiner bis dahin besten Leistung in einem Einzelrennen seinen ersten Punkt. 2009 konnte er in Pokljuka auf Platz 19 im Einzel laufen und eine neue Bestleistung aufstellen. Jauhen Abramenka nahm an den Olympischen Winterspielen 2010 teil. Sein bestes Resultat war der 40. Platz in der Verfolgung, mit der Staffel belegte er Rang 11. 
In der Folgesaison gelang es dem Belarussen, zwei weitere 19. Plätze in Weltcuprennen zu belegen und damit seine Bestleistungen einzustellen. Nach weiteren Punktplatzierungen im Laufe des Winters schloss er diesen auf Rang 52 ab, was sein bestes Karriereresultat darstellen sollte. Bestes Ergebnis bei Weltmeisterschaften wurde der sechste Rang mit der Mixed-Staffel, 2012 in Ruhpolding. Auch in den Jahren 2013 und 2014 nahm Abramenka am Weltcupgeschehen teil, allerdings mit eher mäßiger Punktausbeute. Letzter Höhepunkt in seiner Karriere wurde die Teilnahme an den Olympischen Spielen 2014 in Sotschi. Abramenka nahm an allen Wettkämpfen teil, bestes Ergebnis wurde Rang 9 mit der Mixed-Staffel. Die Saison bestritt er noch bis zum Ende, nach den Bewerben in Oslo beendete Abramenka dann im Alter von 27 Jahren seine Karriere.

## Statistiken

### Weltcupplatzierungen
Die Tabelle zeigt alle Platzierungen (je nach Austragungsjahr einschließlich Olympische Spiele und Weltmeisterschaften).
- 1.–3. Platz: Anzahl der Podiumsplatzierungen
- Top 10: Anzahl der Platzierungen unter den ersten zehn (einschließlich Podium)
- Punkteränge: Anzahl der Platzierungen innerhalb der Punkteränge (einschließlich Podium und Top 10)
- Starts: Anzahl gelaufener Rennen in der jeweiligen Disziplin
- Staffel: inklusive Mixed- und Single-Mixed-Staffeln

| Platzierung         | Einzel | Sprint | Verfolgung | Massenstart | Staffel | Gesamt |
| ------------------- | ------ | ------ | ---------- | ----------- | ------- | ------ |
| 1. Platz            |        |        |            |             |         |        |
| 2. Platz            |        |        |            |             |         |        |
| 3. Platz            |        |        |            |             |         |        |
| Top 10              |        |        |            |             | 19      | 19     |
| Punkteränge         | 7      | 8      | 8          |             | 34      | 57     |
| Starts              | 17     | 48     | 17         |             | 35      | 117    |
| Stand: Karriereende |        |        |            |             |         |        |

### Olympische Winterspiele
Ergebnisse bei Olympischen Winterspielen:
|                                           | Einzelwettbewerbe | Einzelwettbewerbe | Einzelwettbewerbe | Einzelwettbewerbe | Staffelwettbewerbe | Staffelwettbewerbe |
| Einzel                                    | Sprint            | Verfolgung        | Massenstart       | Herrenstaffel     | Mixedstaffel       |                    |
| ----------------------------------------- | ----------------- | ----------------- | ----------------- | ----------------- | ------------------ | ------------------ |
| Olympische Winterspiele 2010 \| Vancouver | 58.               | 49.               | 40.               | –                 | 11.                | –                  |
| Olympische Winterspiele 2014 \| Sotschi   | 52.               | 55.               | 51.               | –                 | 13.                | 9.                 |

### Biathlon-Weltmeisterschaften
Ergebnisse bei den Weltmeisterschaften:
| Weltmeisterschaften | Weltmeisterschaften | Einzelwettbewerbe | Einzelwettbewerbe | Einzelwettbewerbe | Einzelwettbewerbe | Staffelwettbewerbe | Staffelwettbewerbe | Staffelwettbewerbe |
| Jahr                | Ort                 | Einzel            | Sprint            | Verfolgung        | Massenstart       | Herrenstaffel      | Mixedstaffel       |                    |
| ------------------- | ------------------- | ----------------- | ----------------- | ----------------- | ----------------- | ------------------ | ------------------ | ------------------ |
| 2009                | Pyeongchang         | –                 | 85.               | –                 | –                 | 19.                | –                  |                    |
| 2011                | Chanty-Mansijsk     | 26.               | 86.               | –                 | –                 | 13.                | 10.                |                    |
| 2012                | Ruhpolding          | 49.               | –                 | –                 | –                 | 11.                | 6.                 |                    |
| 2013                | Nové Město          | –                 | 63.               | –                 | –                 | 14.                | 10.                |                    |

### Juniorenweltmeisterschaften
Ergebnisse bei den Juniorenweltmeisterschaften:
| Weltmeisterschaften | Weltmeisterschaften | Einzel | Sprint | Verfolgung | Staffel |
| Jahr                | Ort                 | Einzel | Sprint | Verfolgung | Staffel |
| ------------------- | ------------------- | ------ | ------ | ---------- | ------- |
| 2005                | Kontiolahti         | 14.    | 4.     | 11.        | 8.      |
| 2006                | Presque Isle        | 20.    | 25.    | 24.        | 3.      |
| 2007                | Martell             | 1.     | 35.    | 31.        | 9.      |
| 2008                | Ruhpolding          | 20.    | 18.    | 18.        | 11.     |